# ジョヴァンニ・バッティスタ・ドラーギ
ジョヴァンニ・バッティスタ・ドラーギ（Giovanni Battista Draghi, 1640年ごろ - 1708年）は、盛期バロック音楽のイタリア人作曲家、鍵盤楽器のヴィルトゥオーソ。現在はハープシコードの作曲家として記憶されている。同時代のオラトリオ作曲家アントニオ・ドラーギ（Antonio Draghi, (1634年 - 1700年）とは別人。
1660年代にチャールズ2世の招きでロンドンに渡り、オペラ作曲家として名を揚げようとするも果たせなかった。1673年にサマセット・ハウスの王妃の礼拝堂で初代オルガニストに就任。1684年に、「オルガン紛争 the Battle of the Organs」と呼ばれた事件の当事者となる。オルガン職人の親方レナタス・ハリスと、そのライバルのバーナード・スミス「親爺」が、テンプル教会のオルガン建設の権利をめぐって、それぞれの楽器のデモンストレーションを行うのに、ハリスはドラーギを、スミスはジョン・ブロウとパーセルを雇ったのである。勝者はスミスであった。
1698年にウィリアム3世から恩給を下賜された。